# Токсикодендрон лаковый
Сумахом ядовитым также называют другой вид рода, Токсикодендрон пушистый.
Токсикодендрон лаковый, или сумах ядовитый (лат. Toxicodéndron vérnix) — североамериканский кустарник или небольшое дерево, вид рода Токсикодендрон (Toxicodendron) семейства Анакардиевые (Anacardiaceae).

## Ботаническое описание

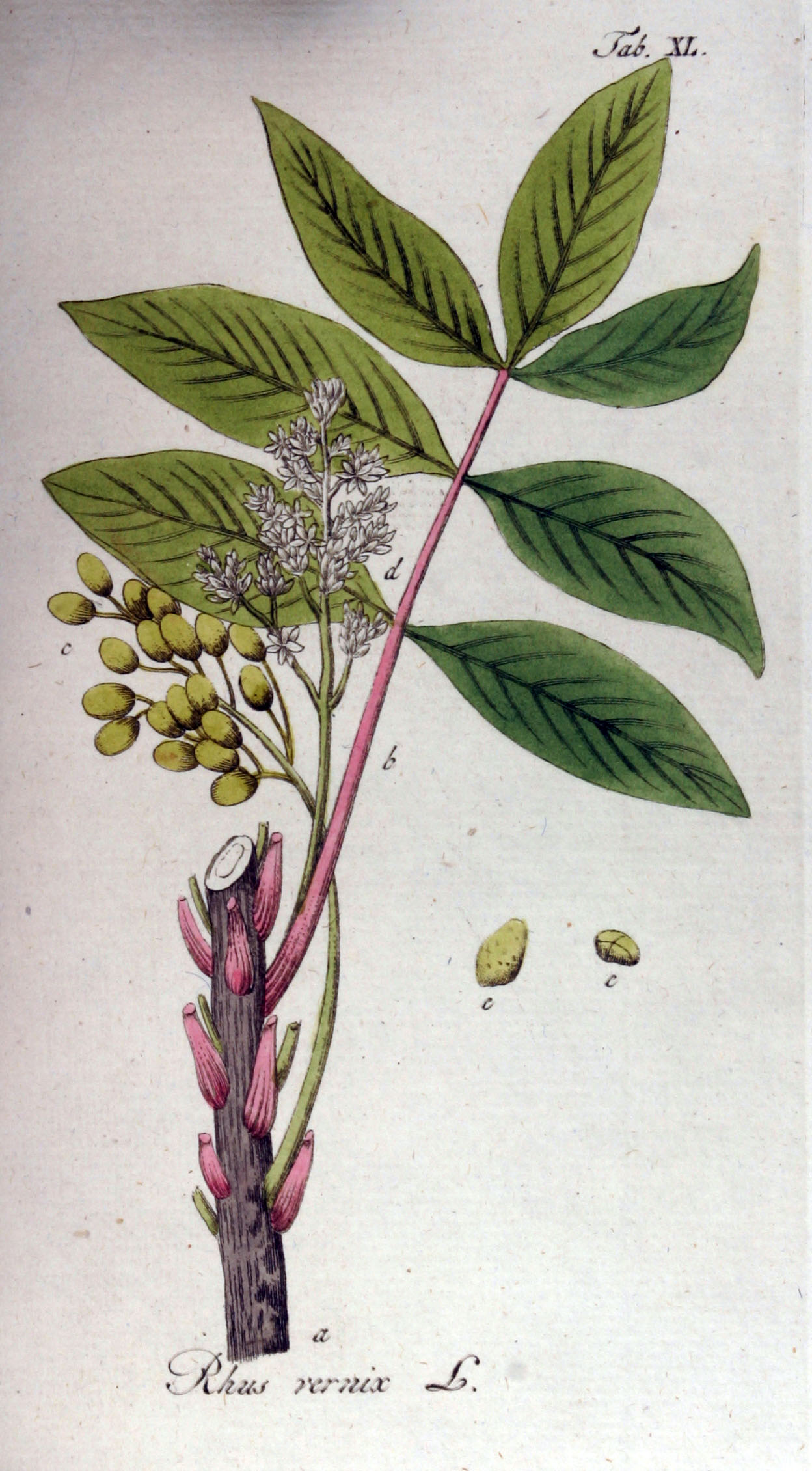
Ботаническая иллюстрация

Токсикодендрон — обычно двудомный крупный кустарник или небольшое дерево до 10 м в высоту, с диаметром ствола до 20 см. Молодые ветки бархатисто-опушённые, взрослая кора голая.
Листья пальчато-рассечённые на 7—13 долей, каждая из которых 6—7 см длиной, продолговато-яйцевидная или обратнояйцевидная, с цельным краем. Верхняя поверхность листочков голая, тёмно-зелёная, нижняя — иногда слабо бархатистая, более светлая.
Цветки собраны в разреженные метёлки в пазухах листьев, жёлто-зелёные. Чашечка из пяти сросшихся в основании треугольно-ланцетовидных чашелистиков. Венчик также пятидольчатый, раздельнолепестный. Тычинки в числе 5, около 2 мм длиной. Завязь верхняя.
Плоды — мелкие желтоватые или серо-белые костянки почти шаровидной формы. Семена выемчатые, с заметными продольными бороздками.

## Ареал
Токсикодендрон лаковый в естественных условиях распространён на востоке Северной Америки. Встречается на заболоченных участках от Флориды и Техаса на юге до юго-востока Онтарио на севере.

## Токсичность
Как и у других видов рода Токсикодендрон, во всех частях ядовитого сумаха содержится сильный аллерген урушиол. Прикосновение к листьям и стволу растения вызывает сильные раздражения кожи.

## Таксономия

### Синонимы
- Rhus ailanthifolia de Vos, 1887
- Rhus juglandifolia de Vos, 1887, nom. illeg.
- Rhus venenata DC., 1825
- Rhus vernicifera Salisb., 1796
- Rhus vernix L., 1753basionym
- Toxicodendron pinnatifolium Mill., 1768